# Serra de Cavills
La Serra de Cavills és una serra situada al municipi de Capçanes (Priorat), amb una elevació màxima de 430,6 metres.